# Chiesa di Sant'Ulrico e dell'Epifania del Signore
La chiesa di Sant'Ulrico e dell'Epifania del Signore (Dlieja de San Durich in ladino, Pfarrkirche St. Ulrich in Gröden in tedesco) a Ortisei è la chiesa parrocchiale e principale luogo di culto del comune, situata nel centro cittadino.

## Storia
Edificata tra 1791 e 1796 in stile neoclassico con elementi barocchi da Matthäus Wachter, i dipinti sulle cupole sono dei fratelli Franz Xaver e Josef Kirchebner (1795-1796). Il transetto fu aggiunto tra il 1906 ed il 1907.

## Descrizione
La chiesa presenta una struttura a croce latina. La facciata bicroma è sormontata da un timpano a volute limitato inferiormente da una cornice marcapiano, mentre una seconda cornice lo suddivide a metà altezza. Il portale, leggermente sopraelevato rispetto al piano strada, è preceduto da un portico il cui tetto a spiovente reca l'iscrizione di dedicazione e tre statue barocche: due angeli che reggono il Vangelo e le Tavole della Legge e una figura centrale che tiene il calice.
Il campanile a cipolla si eleva sul fianco destro, non lontano dall'abside semicircolare. La cupola a sesto ribassato si innesta su paraste.
L'interno a tre navate prende luce da lunette e da finestre di forma rettangolare, in parte a mosaico. Le due cappelle laterali sono dedicate al Sacro Cuore e alla Madonna del Rosario. La chiesa conserva un ricco apparato pittorico barocco e un gran numero di sculture, principalmente lignee, realizzata da artisti gardenesi.

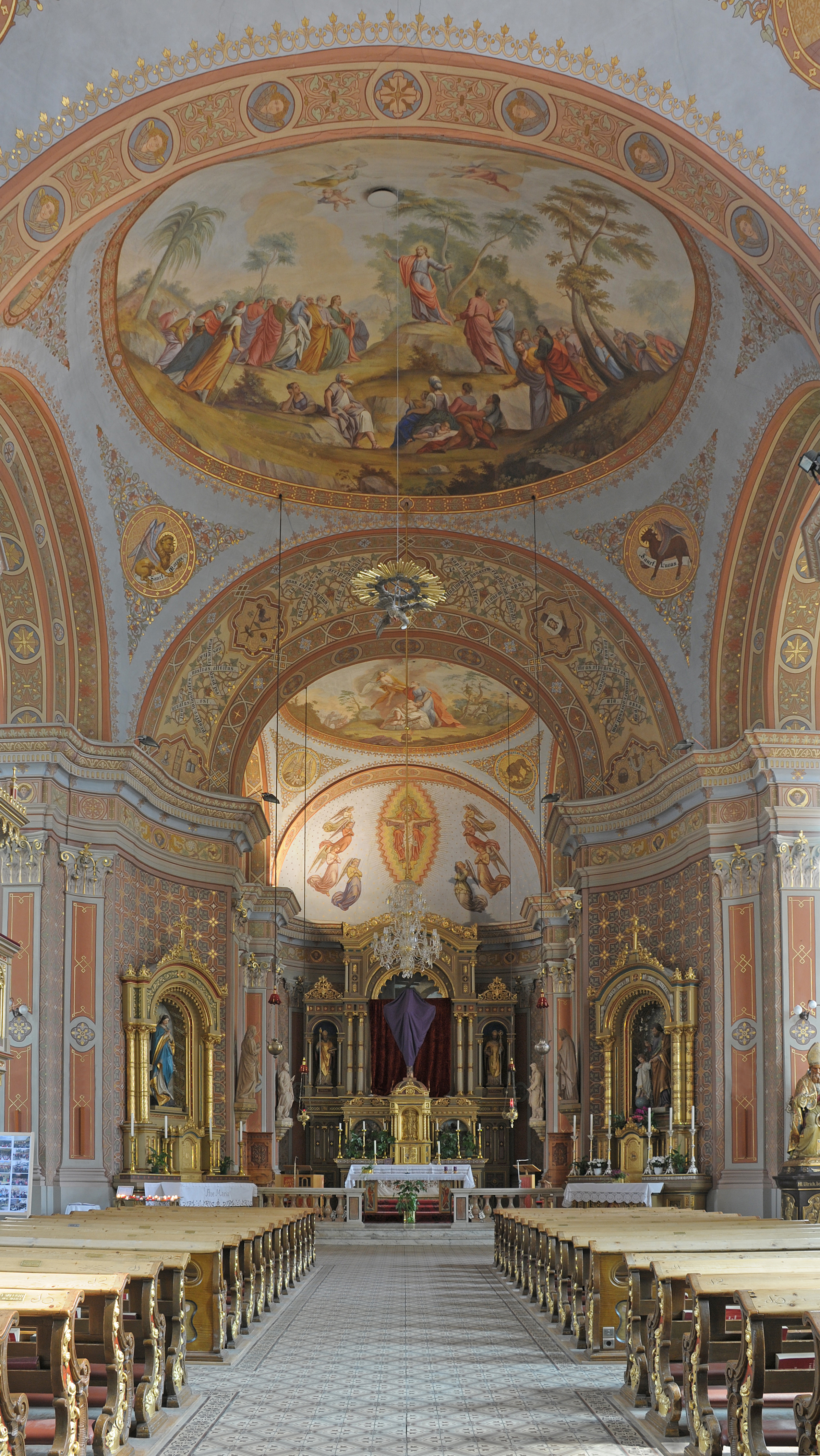
Interno della chiesa con l'altare maggiore.

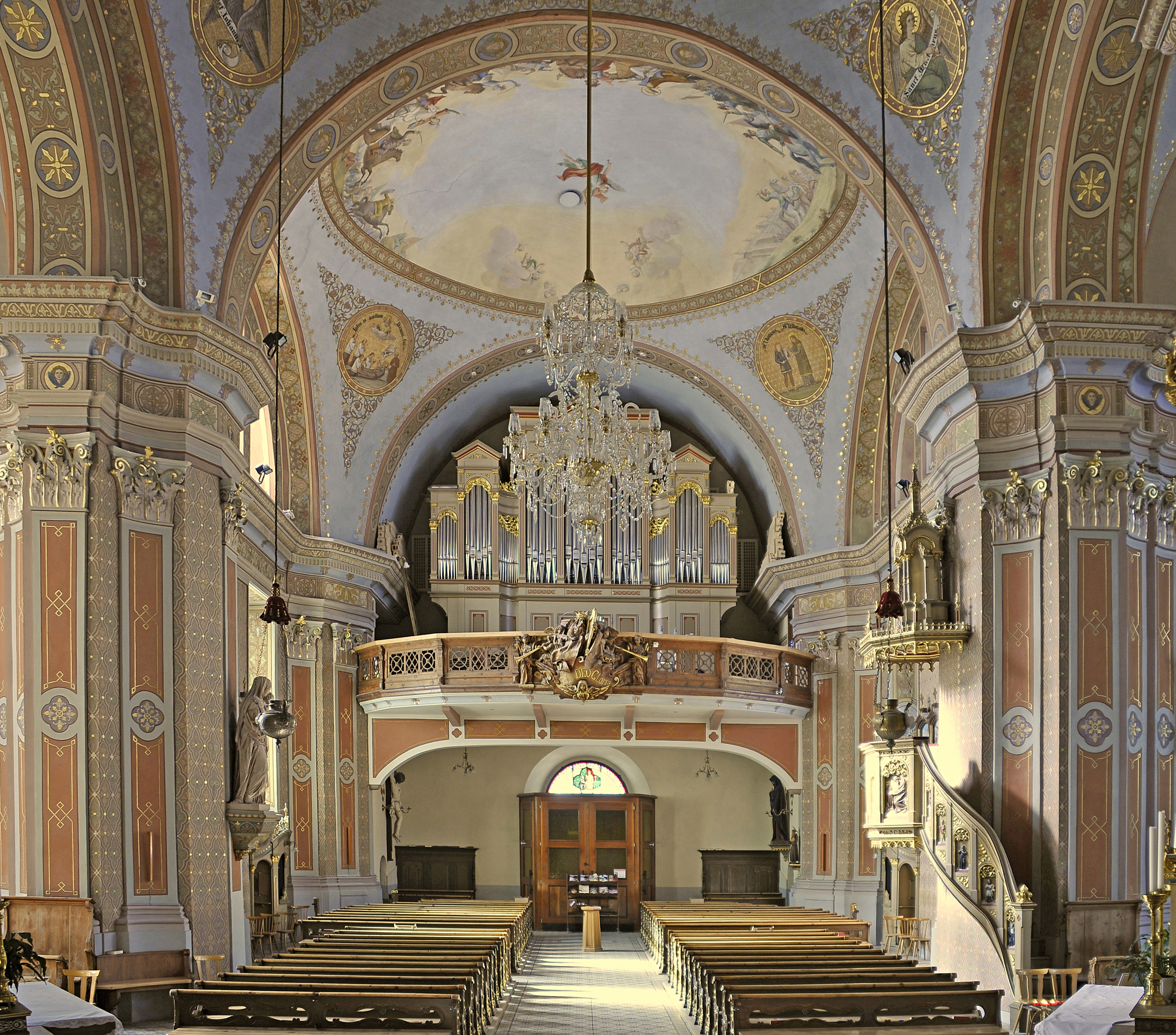
Il coro con l'organo sopra l'ingresso.